# Bfloat16

Hrubé schéma formátu bfloat16

V oboru informatiky je bfloat16 (brain floating point) označení konkrétního způsobu reprezentace čísel v počítači pomocí pohyblivé řádové řárky. Jedná se o formát založený na dvojkové soustavě, kde nejvyšší bit je znaménkový bit, dalších 8 bitů vyjadřuje exponent a posledních 7 bitů vyjadřuje mantisu. Jedná se v podstatě o šestnáctibitovou variantu dvaatřicetibitového datového typu single definovaného standardem IEEE 754.
Byl zaveden zejména pro podporu strojového učení.